# Слово Праведника
«Слово Праведника» (англ. Word of the righteous) — документальний фільм, українсько-ізраїльсько-американський проєкт, присвячений Праведникам народів світу. Співавторами проєкту є журналісти Світлана Левітас та Марго Ормоцадзе.

## Сюжет
«Слово Праведника» — документальний багатосерійний фільм, що розповідає про українців, які рятували євреїв під час Другої Світової війни.
Фільм оповідає про звитягу та жертовність підлітків з міст та сіл України, які в роки Другої Світової війни з ризиком для власного життя рятували від Голокосту єврейських друзів, однокласників та сусідів. Їх шляхетний подвиг відзначений титулом Праведників народів світу від Меморіального музею Катастрофи «Яд Вашем» в місті Єрусалим, Ізраїль.
Фільм побудований як документальні інтерв'ю з Праведниками народів світу та Праведниками України. Їхня пряма мова ілюструється фотографіями з особистих архівів Праведників, а також архівними фото та відео-матеріалами державного архіву ім Г.Пшенічного.
Праведники є живими свідками страшних подій під час нацистської окупації України. Ці дуже літні і хворі люди зголосилися розповісти болісну історію перед камерами з єдиною метою — заради збереження національної пам'яті обох народів, українців та євреїв. Українське «Слово Праведника», що звучить з вуст Праведників народів світу, особисто вшанованих державою Ізраїль, сприяє міжнаціональному порозумінню.
Також, автори зняли інтерв'ю з іншими героями, що рятували євреїв під час Голокосту.

## Серії
| Серія | Герой серії                                                                         | Рік  |
| ----- | ----------------------------------------------------------------------------------- | ---- |
|       | Малова-Завадська Олена Євгенівна                                                    | 2017 |
|       | Морозова Ганна                                                                      | 2017 |
|       | Назаренко Василь Мойсейович                                                         | 2017 |
|       | Ярова Софія Григорівна                                                              | 2018 |
|       | Ніна Богорад                                                                        | 2018 |
|       | Вовкотруб Іван Григорович Стефанія Петрушко                                         | 2018 |
|       | Ніна Гудкова                                                                        | 2019 |
|       | Родина Глаголєвих                                                                   | 2020 |
|       | Некрасов Віктор Платонович                                                          | 2021 |
|       | Василь Михайловський Катерина Шеремета Кирило Кіндрат Катерина Клебан Марія Гнідець | 2022 |
|       | Олімпіада Данільянц                                                                 | 2023 |

## Автори
Співавтори фільму — Світлана Левітас та Марго Ормоцадзе (Яковлева) . Ідея проєкту належить Світлані Левітас..
Світлана Левітас є громадським діячем, журналістом, перекладачем. PhD у області англійської літератури. У 2016 році Світлана зарахована у шорт-лист кандидатів програми Global Dialogues & Women's Empowerment in Eurasian Contexts Feminist Mentoring (WEF) Programme у Оксфорді, Велика Британія.
Марго Ормоцадзе — продюсер, у 2014—2017 роках — редактор журналу Forbes, багаторазовий переможець і призер конкурсів журналістики.
Авторки фільму познайомилися у 2016 році у Берліні, під час семінару по історії Голокосту у Будинку Ванзейської конференції. Зйомки вони розпочали у листопаді 2016 року. Перша серія фільму побачила світ у вересні 2017 року.
Серії демонструвалися у America House Kyiv, ресторані Липський та у Музеї Михаїла Булгакова у Києві[неавторитетне джерело].

## Хто підтримує проєкт
Фільм та проєкт Слово Праведника стали можливими завдяки гранту Яд Вашем та Genesis philanthropy group, гранту Меморіального центру Голокосту «Бабин Яр», підтримці Укргазбанку, корпорації Ukr.net, особистій підтримці українських бізнесменів та банкірів, а також власних коштів авторів фільму
. Над стрічкою також працюють волонтери.